# Јавари (Беневенто)
Јавари је насеље у Италији у округу Беневенто, региону Кампанија.
Према процени из 2011. у насељу је живело 97 становника. Насеље се налази на надморској висини од 277 м.